# وزارة الشؤون الداخلية (أستراليا)
وزارة الشؤون الداخلية (بالإنجليزية: Department of Home Affairs) هي وزارة الداخلية في الحكومة الأسترالية المسؤولة عن الأمن القومي وإنفاذ القانون وإدارة الطوارئ ومراقبة الحدود والهجرة واللاجئين والمواطنة وأمن النقل وقضايا التعدد الثقافي. تتضمن الحقيبة أيضًا الوكالات الفيدرالية مثل الشرطة الاتحادية الأسترالية وقوات الحدود الأسترالية ومنظمة المخابرات الأمنية الأسترالية. تقدم حقيبة الشؤون الداخلية تقاريرها إلى وزير الشؤون الداخلية الذي يشغل المنصب حاليًا كلير أونيل، ويترأسها سكرتير وزارة الشؤون الداخلية مايك بيزولو.